# شارلن كاروثرز
شارلن كاروثرز (بالإنجليزية: Charlene Carruthers)‏ هي نسوية ‏ أمريكية، ولدت في 1985 في شيكاغو في الولايات المتحدة.